# Фільтр (Unix)
В Unix, та Unix-подібних операційних системах, фільтр - це програма що отримує більшість своїх даних зі стандартного вводу та пишуть основну частину результатів роботи в стандартний вивід. Фільтри Unix часто використовуються як елементи конвеєрів.
Класичною програмою фільтром є grep, яка в найпростішому випадку друкує на стандартний вивід всі рядки зі стандартного вводу які містять шуканий рядок. Наприклад:
```
ls
 
|
 
grep
 
foo

```

## Список відомих фільтрів Unix
- awk
- cat
- comm
- cut
- expand[en]
- compress[en]
- fold[en]
- grep
- head
- nl[en]
- perl
- pr[en]
- sed
- sh
- sort
- split
- strings
- tail
- tac
- tee
- Tr
- uniq
- wc